# Lacub
Lacub est une municipalité située dans la province d'Abra, aux Philippines.